# Cyrtarachne fangchengensis
Cyrtarachne fangchengensis là một loài nhện trong họ Araneidae.
Loài này thuộc chi Cyrtarachne. Cyrtarachne fangchengensis được miêu tả năm 1994 bởi Chang-Min Yin & Zhao.